# Ptilinopus luteovirens
Ptilinopus luteovirens е вид птица от семейство Гълъбови (Columbidae).

## Разпространение
Видът е разпространен във Фиджи.